# 1458 az irodalomban
Az 1458. év az irodalomban.

## Születések
- július 28. – Jacopo Sannazaro itáliai (nápolyi) humanista költő, ő teremtette meg a pásztorregény műfaját Arcadiájával († 1530)
- 1458 – Werbőczy István jogtudós, a Tripartitum opus iuris consuetudinarii inclyti regni Hungariae szerzője († 1541)

## Halálozások
- 1458 – Santillana márki, Íñigo López de Mendoza spanyol főúr, költő, író (* 1398)